# Реєстр закладів вищої освіти
Реєстр закладів вищої освіти Єдиної державної електронної бази з питань освіти — це складова частина Єдиної державної електронної бази з питань освіти, в якій містяться відомості про заклади вищої освіти, їх відокремлені структурні підрозділи незалежно від форми власності та сфери управління, видані їм ліцензії, сертифікати про акредитацію.
Реєстр закладів вищої освіти містить відомості про кожен заклад вищої освіти незалежно від форми власності та підпорядкування, видані йому ліцензії, сертифікати про акредитацію та свідоцтва про атестацію. Відомості Реєстру є відкритими.

## Мета ведення Реєстру
Реєстр ведеться з метою:
- забезпечення єдиного державного обліку закладів вищої освіти та їх відокремлених структурних підрозділів;
- забезпечення ідентифікації закладів вищої освіти та їх відокремлених структурних підрозділів;
- класифікації закладів вищої освіти та їх відокремлених структурних підрозділів для отримання статистичної інформації у формалізованому вигляді;
- аналізу відомостей про заклади вищої освіти та їх відокремлені структурні підрозділи з метою забезпечення формування та реалізації державної політики у сфері вищої освіти, а також забезпечення формування та реалізації державної політики у сфері здійснення державного нагляду (контролю) за діяльністю закладів вищої освіти та їх відокремлених структурних підрозділів;
- проведення аналітичних досліджень та прогнозування тенденцій розвитку системи вищої освіти;
- проведення спостережень за структурними змінами в системі вищої освіти — створенням, реорганізацією (злиття, приєднання, поділ, перетворення) і ліквідацією закладів вищої освіти та їх відокремлених структурних підрозділів;
- забезпечення фізичних і юридичних осіб достовірною інформацією про заклади вищої освіти та їх відокремлені структурні підрозділи;
- забезпечення виконання інших функцій, передбачених чинним законодавством.[1]

## Склад відомостей про заклади вищої освіти у Реєстрі
У Реєстрі містяться такі відомості про заклади вищої освіти:
- повне найменування (та скорочене у разі його наявності) закладу вищої освіти та його відокремленого структурного підрозділу (підрозділів);
- ідентифікаційний код вищого навчального закладу (відокремленого структурного підрозділу);
- тип закладу вищої освіти;
- форма власності закладу вищої освіти;
- найменування органу, до сфери управління якого належить заклад вищої освіти державної чи комунальної форми власності;
- перелік засновників (учасників) закладу вищої освіти;
- місцерозташування закладу вищої освіти (відокремленого структурного підрозділу);
- телефон, факс закладу вищої освіти (відокремленого структурного підрозділу);
- електронна пошта закладу вищої освіти (відокремленого структурного підрозділу);
- адреса вебсайту закладу вищої освіти (відокремленого структурного підрозділу);
- посада, прізвище, ім'я, по батькові керівника закладу вищої освіти (відокремленого структурного підрозділу);
- видані закладу вищої освіти ліцензії;
- видані закладу вищої освіти сертифікати про акредитацію;
- видані закладу вищої освіти свідоцтва про атестацію;
- правила прийому до закладу вищої освіти;
- обсяг державного замовлення на підготовку та випуск фахівців з вищою освітою для закладу вищої освіти;
- інформація щодо державної статистичної звітності про заклад вищої освіти.[1]

Єдиним джерелом даних Реєстру є інформація, внесена в установленому законодавством порядку в Єдину державну електронну базу з питань освіти, що пройшла верифікацію.
До Реєстру закладів вищої освіти Єдиної державної електронної бази з питань освіти надано інформацію про 3862 закладів вищої освіти (у тому числі — відокремлених підрозділів).